# Rocca Provana
La Rocca Provana di La Cassa, chiamata dai locali in piemontese Torasa, è un castello  di origine medievale del Piemonte, situato in comune di La Cassa. Il primitivo castello fu costruito per volere dei Visconti di Baratonia nell'XI secolo, i quali poi lo vendettero ai Provana di Carignano, che lo ampliarono costruendo la rocca tutt'oggi visibile.

## Descrizione

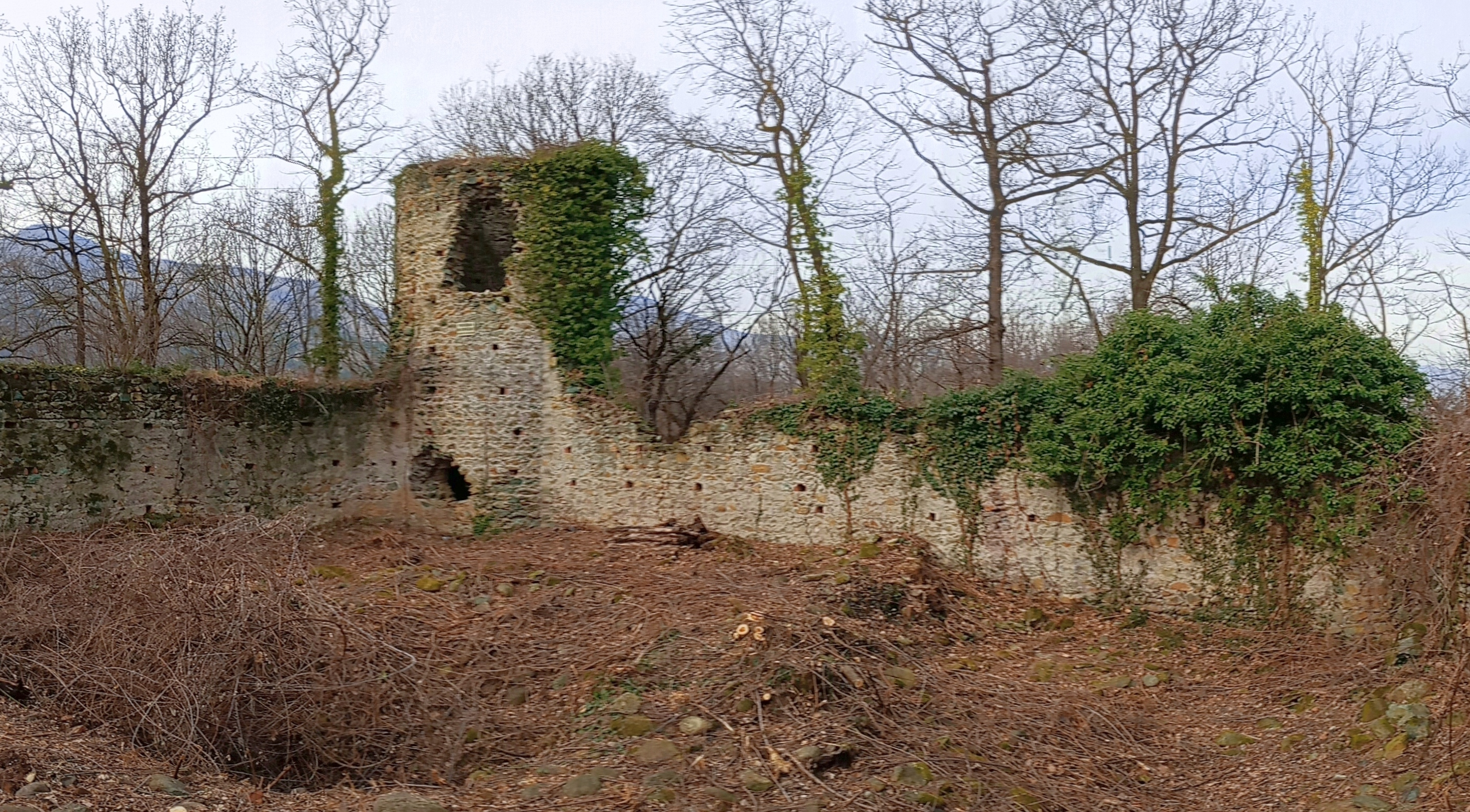
La Rocca e sullo sfondo il Monte Bernard

Il castello sorge sulla sommità della collina che sovrasta l'antico insediamento del Basso di La Cassa. Il complesso è oggi in rovina. È costituito da quattro torri angolari, una delle quali più alta e meglio conservata. Le torri sono collegate tra loro da un recinto in muratura, con una cisterna all'interno.

## Storia

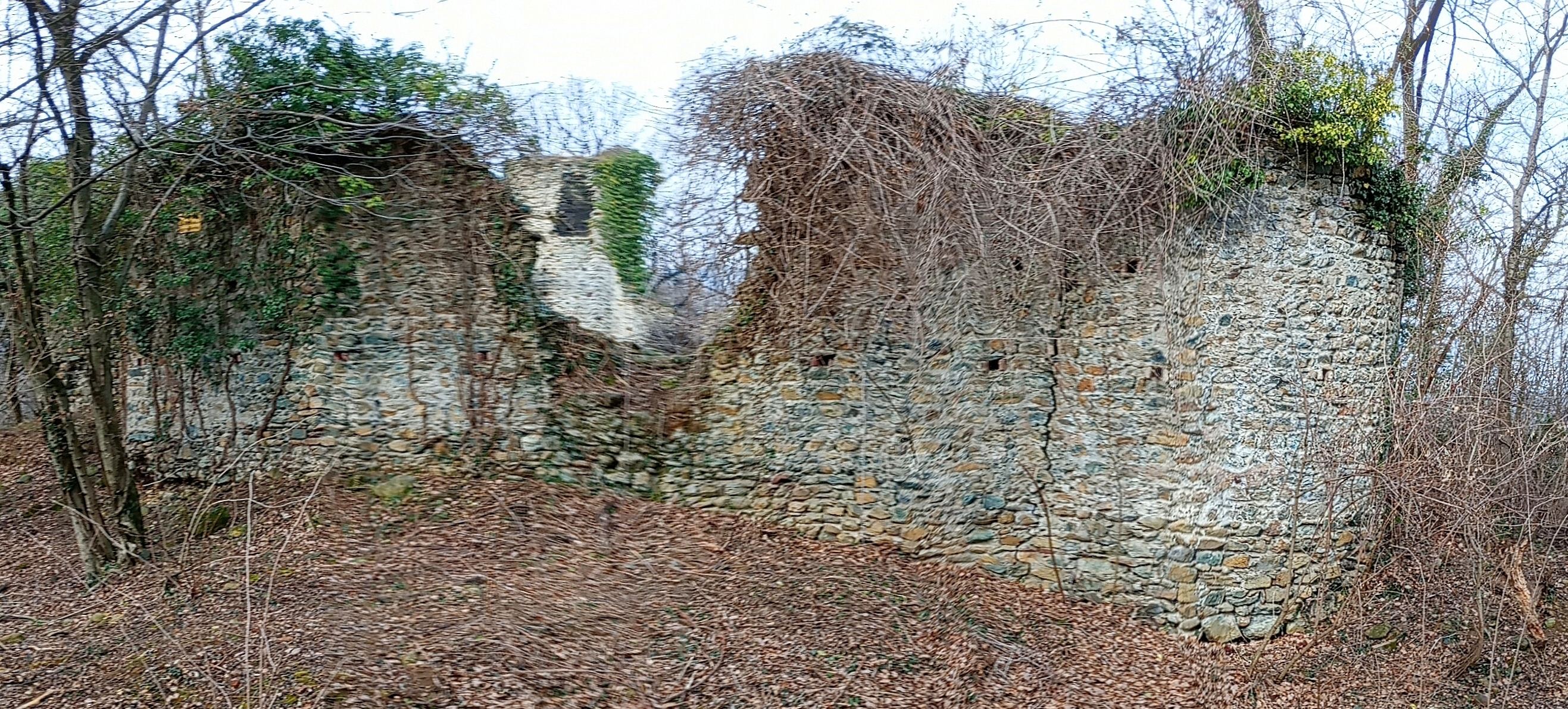
Vista da sud

Il primitivo castello di Cacia fu costruito dai Visconti di Baratonia, signori del feudo dall'XI secolo, successivamente al 1083, esso si trovava sulla sommità della collina dove oggi restano solo i ruderi dell'antica torre, restaurata ed adibita a campanile in seguito agli attacchi di Amedeo VI di Savoia al castello di Baratonia, tra il 1356 e il 1359. Nel 1358 il castello venne acquistato dai Provana di Carignano, in cambio del feudo di Coazze, e fu costruita la rocca che può essere fatta risalire al 1360-1370.
 Il nuovo castello era composto da una struttura muraria quadrangolare, tre torri semicilindriche e una torre più alta circolare, un cortile, una cisterna per la raccolta dell'acqua piovana, una cella, un cammino di ronda e una parte coperta divisa in vari locali. Inoltre era presente una seconda cinta muraria che circondava l'intera sommità del colle compresi il campanile e l'antico castello. La strada arrivava dal borgo sottostante fino ad un recinto esterno rifugio per la popolazione e la torre, un primo fossato,  la zona dove erano situati i locali di servizio, chiamata dai Catasti "Sitto del castello", un secondo fossato e la rocca dove un funzionario amministrava il feudo. Nell'insieme, dunque, si trattava di un castello complesso seppur di piccole dimensioni.
 Il castello viene in parte danneggiato durante le lotte franco-spagnole, tra il 1554-1558, durante le quali furono definitivamente demoliti i castelli di Baratonia e Givoletto. Nel 1576 il feudo viene venduto ai Ferrero, che riparano il castello interno e il terrapieno esterno, citato nel catasto del 1593 come "barbacana": un terrapieno costruito verso ovest. Tra il 1700 e il 1703 il castello viene riparato numerose volte ed alla torre esterna viene aggiunta una nuova cella campanaria.
 Già dal 1709 il castello è forse abbandonato, ma descritto ancora come integro, ma dal 1745 cade progressivamente in rovina.
 Nel 1873 viene abbattuto il campanile per riutilizzarne i materiali per nuove costruzioni nella Borgata Giordanino, dove vengono trasferite le sedi comunale e parrocchiale: d'ora in avanti il castello verrà comunemente chiamato "Torasa".